# 척 헤이글
찰스 티머시 "척" 헤이글(영어: Charles Timothy "Chuck" Hagel, 문화어: 챠크 헤이글, 1946년 10월 4일 ~ )은 미국의 정치인이다.

## 생애
네브래스카주 출신이며, 베트남 전쟁에 참전했다. 미국 역대 국방장관 중 유일하게 사병 출신이며 그의 군복무 시절 계급은 병장이었다.

## 정치 활동
네브래스카 오마하 대학교 졸업 후 워싱턴에서 공화당 소속 국회의원 밑에서 일하다가 로비스트로 활동했다. 1980년 레이건 대통령 선거 운동에 참여했고, 레이건 행정부 시절 재향군인부에서 잠시 일했으나, 그 후 몇몇 사업체를 경영하며 많은 재산을 모았다. 고향 네브래스카 주로 돌아가 1996년 연방 상원의원 선거에 공화당 소속으로 출마, 당선되었으며, 2002년 재선되었다. 상원에서 주로 외교 분야에서 활동했으며, 미국과 북한 관계 개선을 위한 직접 대화를 주장하였고, 이라크 전쟁에 비판적인 입장을 보였다. 2008년 상원의원 선거에 출마하지 않았으며 2009년 초 임기 종료와 함께 사퇴하였다. 2008년 대통령 선거에서 공화당원이지만 민주당의 버락 오바마 후보를 간접적으로 지지하였다. 2013년 출범하는 오바마 정부 2기의 국방부 장관으로 발탁되었다.

## 사임
시리아 내전과 관련 헤이글은 시리아 바샤르 알 아사드 대통령 제거에 초점을 맞추어야 한다고 주장한 반면 IS제거에 초점을 맞추라는 오바마 대통령과 의견 차이를 보인 이후 전격 사의를 표명했다. 그의 후임엔 애슈턴 카터 前국방부 부장관이 내정되었다.

## 역대 선거 결과
| 선거명      | 직책명                      | 대수  | 정당   | 득표율 | 득표수    | 결과 | 당락                       |
| ----------- | --------------------------- | ----- | ------ | ------ | --------- | ---- | -------------------------- |
| 1996년 선거 | 상원의원 (네브래스카 제2부) | 105대 | 공화당 | 56.12% | 379,933표 | 1위  | 네브래스카주 상원의원 당선 |
| 2002년 선거 | 상원의원 (네브래스카 제2부) | 108대 | 공화당 | 82.76% | 397,438표 | 1위  | 네브래스카주 상원의원 당선 |